# Lorenzo Wright
Pour les articles homonymes, voir Wright.
Lorenzo Christopher Wright, né le 9 décembre 1926 et décédé le 27 mars 1972, était un athlète américain, vainqueur du 4 × 100 m aux Jeux olympiques d'été de 1948.
Aux Jeux olympiques de Londres, Wright était quatrième au saut en longueur et deuxième relayeur de l'équipe américaine victorieuse devant les relais britannique et italien. 
Il est mort en 1972, âgé de 45 ans, poignardé par sa femme après une dispute.

## Palmarès

### Jeux olympiques d'été
- Jeux olympiques d'été de 1948 à Londres ( Royaume-Uni)
  - 4e au saut en longueur
  -  Médaille d'or en relais 4 × 100 m